# Jan Krzysztof Ardanowski
Jan Krzysztof Ardanowski (ur. 11 lutego 1961 w Czernikowie) – polski polityk, rolnik i samorządowiec. W latach 2005–2007 podsekretarz stanu w Ministerstwie Rolnictwa i Rozwoju Wsi, w latach 2007–2010 doradca prezydenta Lecha Kaczyńskiego ds. wsi i rolnictwa, w latach 2018–2020 minister rolnictwa i rozwoju wsi, poseł na Sejm VII, VIII, IX i X kadencji (od 2011).

## Życiorys
Od listopada 1980 działał w Niezależnym Zrzeszeniu Studentów. Po prowokacji bydgoskiej uczestniczył w strajku studenckim. Od kwietnia 1981 był redaktorem naczelnym opozycyjnego pisma „Indeks”. W listopadzie i grudniu 1981 przewodniczył kolejnemu strajkowi na swojej uczelni.
W 1985 ukończył studia na Wydziale Rolniczym Akademii Techniczno-Rolniczej w Bydgoszczy. Zajął się zawodowo prowadzeniem kilkunastohektarowego gospodarstwa rolnego w miejscowości Krobia pod Toruniem. Od 1992 do 2002 był wiceprzewodniczącym Krajowej Rady Doradztwa Rolniczego. Od 1993 działał w PSL-Porozumieniu Ludowym. W okresie 1998–2002 z ramienia Akcji Wyborczej Solidarność zasiadał w sejmiku kujawsko-pomorskim I kadencji. W  wyborach samorządowych w 2002 bez powodzenia ubiegał się o reelekcję z listy koalicji POPiS. 
W 2001 związał się z Prawem i Sprawiedliwością. W latach 2003–2007 prezesował Krajowej Radzie Izb Rolniczych w Warszawie. Od 3 listopada 2005 do 21 grudnia 2007 był podsekretarzem stanu w Ministerstwie Rolnictwa i Rozwoju Wsi. Od stycznia 2008 był doradcą prezydenta RP Lecha Kaczyńskiego ds. wsi i rolnictwa. W 2010 ponownie został wybrany do sejmiku kujawsko-pomorskiego.
W wyborach w 2011 uzyskał mandat poselski, kandydując jako lider listy PiS w okręgu toruńskim i otrzymując 14 841 głosów. W 2015 krótko był okręgowym pełnomocnikiem PiS w okręgu toruńsko-włocławskim. W wyborach parlamentarnych w tym samym roku z powodzeniem ubiegał się o poselską reelekcję, otrzymał 18 366 głosów. W Sejmie VIII kadencji został wiceprzewodniczącym Komisji Rolnictwa i Rozwoju Wsi oraz członkiem Komisji do Spraw Energii i Skarbu Państwa. Zaangażował się w prace nad ustawą o mikroorganizmach i organizmach genetycznie zmodyfikowanych oraz przewodził grupie posłów, która zaproponowała powszechnie krytykowaną nowelizację ustawy o ochronie przyrody. W lutym 2018 Polsko-Izraelska Grupa Parlamentarna wybrała go na przewodniczącego tego gremium.
19 czerwca 2018 na wniosek premiera Mateusza Morawieckiego prezydent RP Andrzej Duda powołał Jana Krzysztofa Ardanowskiego na urząd ministra rolnictwa i rozwoju wsi w miejsce Krzysztofa Jurgiela (ze skutkiem od następnego dnia). W lipcu 2018 zapowiedział odstąpienie od planowanego wprowadzenia zakazu hodowli zwierząt futerkowych przy jednoczesnym wprowadzeniu systemu certyfikacji, wycofanie z Sejmu przygotowanego przez posłów PiS projektu ustawy zakazującej uboju rytualnego i rezygnację z planowanej przez poprzednika budowy na wschodniej granicy płotu mającego stanowić ochronę przed dzikami mogącymi roznosić chorobę ASF. W kwietniu 2019 Sejm odrzucił wotum nieufności złożone wobec niego w lutym 2019 przez Platformę Obywatelską (przeciw zagłosowało 233 posłów).
W wyborach w 2019 Jan Krzysztof Ardanowski z powodzeniem ubiegał się o poselską reelekcję, otrzymując 76 267 głosów. 15 listopada 2019 ponownie objął urząd ministra rolnictwa i rozwoju wsi, wchodząc w skład powołanego wówczas drugiego rządu dotychczasowego premiera.
We wrześniu 2020 został zawieszony przez prezesa PiS Jarosława Kaczyńskiego w prawach członka partii za złamanie dyscypliny klubowej, głosując przeciw nowelizacji ustawy o ochronie zwierząt. 6 października 2020 zakończył pełnienie funkcji ministra. W listopadzie tego samego roku został przywrócony w prawach członka partii.
W grudniu 2020 prezydent Andrzej Duda powierzył mu funkcję przewodniczącego powołanej wówczas Rady ds. Rolnictwa i Obszarów Wiejskich. W wyborach w 2023 został po raz kolejny wybrany do Sejmu (z wynikiem 28 658 głosów). W Sejmie X kadencji zasiadł w Komisji Rolnictwa i Rozwoju Wsi. W lipcu 2024 zrezygnował z członkostwa w PiS i klubie parlamentarnym tej partii, dołączając do koła poselskiego Kukiz’15 (w październiku 2024 przekształconego w koło poselskie o nazwie Wolni Republikanie). Współtworzył też partię Wolność i Dobrobyt, zarejestrowaną we wrześniu tego samego roku.

## Życie prywatne
Syn Mieczysława i Albiny. Jest żonaty z Marleną z domu Templin, również absolwentką ATR, z którą ma pięcioro dzieci.
Amatorsko zajął się badaniami historycznymi dotyczącymi losu Żydówek, zmuszanych do niewolniczej pracy przy budowie umocnień i mordowanych w podobozie Baukommando Weichsel. Efektem tych badań była wydana w 2014, wraz z Pawłem Sztamą, książka zatytułowana Z głębokości wołam do Ciebie… (z podtytułem Tragedia kobiet pochodzenia żydowskiego, więzionych i mordowanych w podobozach KL Stutthof w okolicach Torunia w ostatnich miesiącach II wojny światowej).

## Krytyka i postępowanie karne
Jako minister rolnictwa był szeroko krytykowany przez organizacje ekologiczne (m.in. WWF i Greenpeace) za ustawę dotyczącą zwalczania chorób zakaźnych zwierząt, nazywaną w mediach „lex Ardanowski”, przewidującą m.in. sanitarny odstrzał dzików i penalizację celowego utrudniania polowań przez osoby trzecie. Krytykowano też ministerialny sposób walki z ASF poprzez przeznaczanie środków finansowych głównie na odstrzał dzików, zamiast na zalecaną przez organizacje pozarządowe i naukowców bioasekurację.
Ministra krytykowano również za zezwolenie na używanie w Polsce szkodliwych dla pszczół i innych owadów zapylających pestycydów z grupy neonikotynoidów i odstąpienie tym samym od ogólnoeuropejskiego zakazu ich stosowania. Kontrowersje wzbudzały też jego publiczne negatywne wypowiedzi pod adresem organizacji proekologicznych czy działaczy na rzecz praw zwierząt. 
W marcu 2025 prokurator przedstawił mu zarzuty przekroczenia uprawnień i niedopełnienia obowiązków z okresu pełnienia funkcji ministra, co miało doprowadzić do strat w KOWR. Polityk nie przyznał się do popełnienia zarzucanych mu czynów.

## Odznaczenia
- Odznaka honorowa „Zasłużony dla Rolnictwa” (2001)
- Złoty Krzyż Zasługi (2004)[39]
- Kawaler Orderu Zasługi Rolniczej (Francja, 2007)